# 卢尔秋
卢尔秋（1777年2月19日—？年），榜名履基，字桃坞，四川垫江县（今属重庆市）人。

## 生平
嘉慶十二年丁卯科四川鄉試舉人，嘉庆十九年（1814）甲戌科同进士第45名（龙汝言榜）。初授湖南华容知县。嘉庆二十一年（1816）官湖南芷江知县，越明年，续修《芷江县志》。道光二年（1822），调任湖南平江知县。时县人因水道运输粮食事争讼，常到衙门告状，官司已累数载。尔秋到任后，公正审理，分清是非，很快就处理结案。他嫉恶如仇，治莠民，惩滑吏，治下恶势力及奸猾之徒不敢妄动，百姓安居乐业。县试选拔的皆是优秀名士。在任三年，循良之名，妇孺皆知。后调任武陵，兴修水利，倡修城门，政绩斐然。因赈水灾得疾卒于任上。入武陵名宦祠。